# Innviertler Künstlergilde
Die Innviertler Künstlergilde (IKG) ist eine regional begrenzte Künstlergemeinde mit überregionaler Ausstrahlung, die am 11. November 1923 in Braunau erstmals gegründet und nach dem Zweiten Weltkrieg am 26. Juli 1947 in Ried im Innkreis neu ins Leben gerufen wurde.

## Geschichte

### Gründung
Die IKG (Innviertler Künstlergilde) ist eine auf das Innviertel bezogene Künstlergemeinde. Initiatoren waren die Maler Aloys Wach und Louis Hofbauer sowie der spätere Schriftführer Karl Hosaeus. Noch mehr als Wohnsitz oder Geburtsort sollte eine akademisch-künstlerische Ausbildung für eine Mitgliedschaft ausschlaggebend sein und Frauen waren ausgeschlossen (beides hatte sich nicht halten lassen, da etwa für Literaten und Dichter kein Berufsnachweis möglich ist und nach dem Krieg Frauen diese Männerbastion bald einrissen). Der erste Vorsitzende der IKG war Hugo Preen und zum Präsidenten wurde der Braunauer Bezirkshauptmann Hans Hammerstein-Equord bestimmt, Schriftführer wurde Karl Hosaeus, Zahlmeister Edmund Bayer. Die Gründungsversammlung fand am 11. November 1923 im Gasthof Fink in Braunau statt. Zu den Gründungsmitgliedern zählten u. a. Richard Billinger, Wilhelm Dachauer, Engelbert Daringer, Josef Furthner, Louis Hofbauer, Alfred Kubin, Maximilian Liebenwein, Richard Puchner, Josef Reiter, Hans Schihan, Paul Thun-Hohenstein, Franz Xaver Weidinger und Walter Ziegler.

### Entwicklung bis 1938

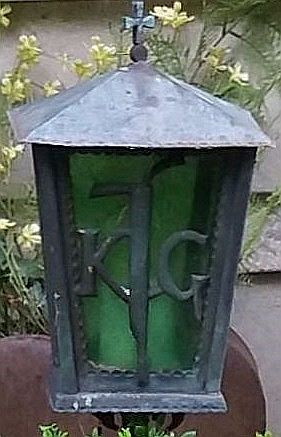
Laterne mit dem Abzeichen der Innviertler Künstlergilde auf dem Grab von Louis Hofbauer und Karl Hosaeus auf dem Salzburger Kommunalfriedhof

Trotz wirtschaftlicher Notzeiten bildeten die 1930er Jahre eine Hochzeit dieser Künstlergruppe; die Ausstellungen boten den Künstlern eine Möglichkeit, ihre Namen bekannt zu machen und ihre Werke zu verkaufen. Das Jahr 1938 brachte mit dem Anschluss ein vorläufiges Ende, da alle österreichischen Kunstvereinigungen eingefroren und der Reichskulturkammer unterstellt wurden. Für die IKG war formal der Präsident des Wiener Künstlerhauses, der akademische Maler Leopold Blauensteiner, zuständig, eigene Aktivitäten waren nicht mehr gestattet.
Einen Ausweg bot in dieser Zeit die Innviertler Galerie; diese war bereits am 25. November 1934 unter Beteiligung der IKG eröffnet worden. Als städtische Institution blieb sie von der Gleichschaltung unberührt und ihr Kustos Max Bauböck bot den Gildenmeistern der IKG Möglichkeiten zur Ausstellung ihrer Werke. Als der letzte Vorsitzende der IKG, Ernst August Mandelsloh, zum „Landesleiter für die bildende Kunst im Gau Oberdonau“ bestimmt wurde, keimte die Hoffnung auf eine Neubelebung der IKG auf, dies wurde aber durch den Kriegsbeginn zunichtegemacht. Trotz der Kriegszeiten veranstaltete aber die Innviertler Galerie überregional bedeutsame Ausstellungen, die von anderen Städten übernommen wurden (z. B. die Ausstellung „Deutsche Kupferstecher der Gegenwart“ wurde vom Grenzlandmuseum Flensburg übernommen).

### Wiedergründung
Nach dem Krieg wurde von Max Bauböck, Walther Gabler, Wilhelm Traeger und Engelbert Daringer eine Reorganisation der IKG angestrebt. Nach massiven internen Auseinandersetzungen wurde am 26. Juli 1947 die erste ordentliche Hauptversammlung der IKG in Ried im Innkreis abgehalten und deren Wiedergründung beschlossen. Als Präsident war Engelbert Daringer vorgesehen, der durch seinen Widerstand gegen das NS-Regime politisch außer Zweifel stand. Alfred Kubin wurde zum Ehrenvorsitzenden ernannt, Hans Hammerstein-Equord wurde als Ehrenpräsident bestätigt. Als Vorsitzender wurde Walther Gabler und als sein Stellvertreter Wolfgang Jungwirth gewählt, Schriftführer wurde Max Bauböck und Zahlmeister Alois Haginger (Sparkassendirektor von Ried).

### Entwicklung seit 1947
Die erste Nachkriegsausstellung fand anlässlich des Rieder Volksfestes am 30. August 1947 in der Stadtbibliothek von Ried statt, bei der Werke alter Gildenmeister (Alfred Kubins Edition Ein neuer Totentanz) und auch solche neuer Mitglieder gezeigt wurden (Alois Dorn, Herbert Fladerer, Walther Gabler, Hans Schachinger, Wilhelm Schnabl, Karl Burian). Ein eigener Gedächtnisraum war für das literarische Werk des gerade verstorbenen Hans Hammerstein-Equord vorgesehen. Besonderes Augenmerk wurde auf die Jubiläumsveranstaltung am 17. Oktober 1948 gelegt, bei der Werke aller Gildenmeister wie auch weiterer Künstler gezeigt wurden (u. a. Fritz Fröhlich, Margret Bilger, Herbert Dimmel, Johanna Dorn, Ernst Degn, Max Schlager, Emmy Woitsch die Ältere, Anton Lutz).
Wie die Entwicklung der weiteren Jahre zeigt, hat sich die IKG als eine umfassende regionale Kunstvereinigung konsolidiert. So wurden am 9. April 2010 vom Vorsitzenden Meinrad Mayrhofer der IKG drei neue Gildenmeister der Öffentlichkeit vorgestellt: der Fotokünstler Franz Trost aus Lohnsburg am Kobernaußerwald, der Maler Rudolf Beer aus Simbach am Inn sowie der Bildhauer Peter Nöbauer aus Weyregg am Attersee.
Siehe auch: Liste der Mitglieder der Innviertler Künstlergilde

## Personen

### Präsidenten
- Hans von Hammerstein-Equord (1923 bis 1938)
- Engelbert Daringer (1947 bis 1952)
- Max Bauböck (1952 bis 1966)
- Franz Fruhstorfer (1972 bis 1983)
- Günther Hummer (1983 bis 2015)
- Albert Ortig (2015 bis dato)

### Ehrenpräsidenten
- Hans Hammerstein-Equord (1947)
- Engelbert Daringer (1952 bis 1966)
- Max Bauböck (1966 bis 1971)
- Franz Fruhstorfer (1983 bis 1986)
- Günther Hummer (2015 bis dato)

### Vorsitzende
- Hugo von Preen (1923 bis 1931)
- Ernst August von Mandelsloh (1931 bis 1938)
- Walther Gabler (1947 bis 1984)
- Jörg Bauböck[9]
- Meinrad Mayrhofer (1999 bis 2010)
- Walter Holzinger (2010 bis 2022)
- Klaus Zeugner (2023 bis dato)

### Ehrenvorsitzende
- Hugo von Preen (1931 bis 1941)
- Alfred Kubin (1947 bis 1959)
- Walther Gabler (1984 bis 1993)
- Meinrad Mayrhofer (2010 bis 2022)

### Ehrenmitglieder
- Erna Blaas
- Arthur Fischer-Colbrie
- Julius Zerzer
- Rupert Rothböck
- Anton Lutz (1964)
- Josef Karl Nerud (1973)
- Gertrud Fussenegger (1983)
- Joseph Werndl (1983)

## Mitglieder
- Karl Benno von Mechow, Georg Hanreich, Helmut W. Hundstorfer, Peter Dimmel, Stefan Esterbauer, Hermann Gschaider, Walter Holzinger, Rolf Laven, Meinrad Mayrhofer, Prasthan Dachauer, Wolfgang Defant, Hubert Fischlhammer, Maria Gruber, Engelbert Häupl, Johann Jascha, Fritz Klier, Josef Limberger, Peter Nöbauer, Günter Patoczka, Rainer Riepl, Hans Sailer, Erich Schaber, Hubert Schatz, Miriam Schwack, Anette Smolka–Woldan, Hubert Sommerauer, Johann Sonnleitner, Thomas Weber, Rudolf Weilhartner, Michael Sardelic, Fridolin Dallinger, Franz Danksagmüller, Karl Ellinger, Roman Foissner, Wilfried Scharf, Gunter Waldek, Joseph Werndl, Hermann Aichmair, Wilhelm Rager, Martina Sens[10]